# Brändängesbäcken
Brändängesbäcken är ett vattendrag i södra Norrbotten och norra Västerbotten, Piteå och Skellefteå kommuner. Längd ca 25 km. Biflöde till Tvärån i Åbyälvens flodområde. B. rinner upp öster om Tväråliden i Piteå kommun och strömmar åt sydost mot Brännäs i Skellefteå kommun, där bäcken mynnar i Tvärån.
Sommaren 1997 svämmade Brändängesbäcken (liksom Tvärån) över alla sina bräddar och spolade med sig vägtrummor och sandbankar lång väg. Spåren syns än idag (2004) längs vägen mellan Brännland och Hemmingsmark.